# Церковь Петра и Павла (Августов)
Церковь Святых Апостолов Петра и Павла — утраченный православный храм в городе Августов (совр. Польша), существовавший с 1884 по 1926 год.

## История
Ко времени постройки церкви св. апостолов Петра и Павла в Августове был лишь один православный храм — небольшая деревянная церковь Казанской иконы Божией Матери, которая даже после реконструкции в 1879 году не могла вместить более 400 человек.
С развитием города росло и количество православных жителей. В итоге, по распоряжению губернатора Сувалкской губернии Сергея Головина было принято решение о строительстве новой каменной церкви.
В 1881 году утверждён план строительства церкви в центре города. Возведение было поручено мастерам из Верхней Силезии. Закладка состоялась 9 июня 1881 года.
7 октября 1884 года состоялось торжественное открытие новой церкви, вмещавшей 800 прихожан. Это был однокупольный храм, с четырёхъярусной колокольней, на которой было установлено пять колоколов, самый большой из которых весил 400 килограмм. В церковь была перенесена Казанская икона Божьей Матери. Также жители города установили в церкви икону святого Александра Невского в новом киоте.
В 1915 году, во время Первой Мировой войны, при приближении линии фронта большинство православного населения было эвакуировано.
В 1921 году после образования Польской Республики, церковь была занята под гарнизонный костёл кавалерийского полка.
5 января 1925 года, в процессе ревиндикации — перераспределения имущества православной церкви в пользу римско-католической церкви и местных властей — утверждён снос церкви.
В феврале 1926 года, в течение трёх дней храм был разобран. Кирпичи пошли на строительства здания учительской семинарии.
В настоящее время на месте, где стояла церковь, установлен памятник польскому королю Сигизмунду II Августу.